# Aartsbisschop

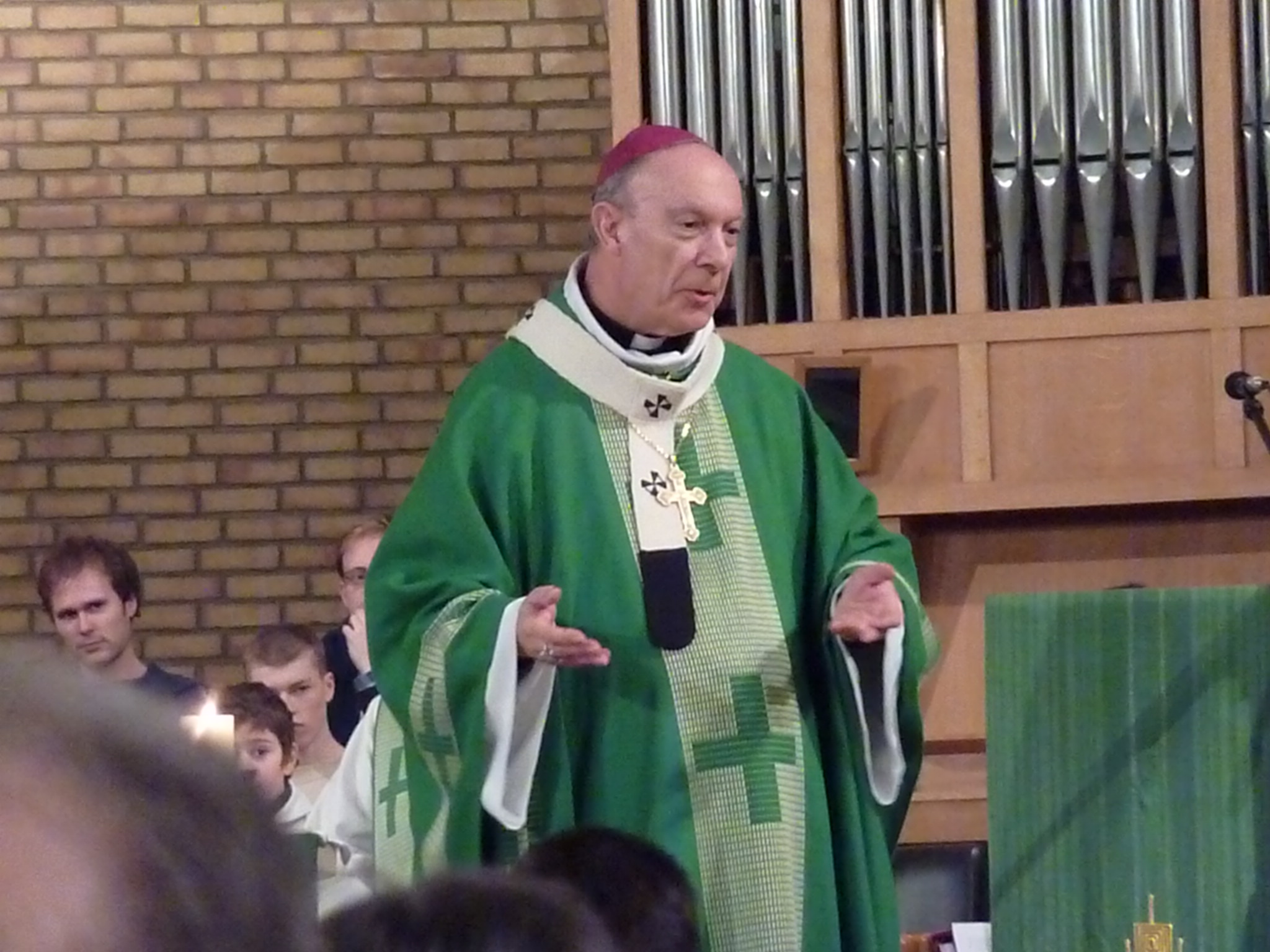
André-Jozef Léonard, twintigste aartsbisschop en vijfde metropoliet van het Aartsbisdom Mechelen-Brussel.

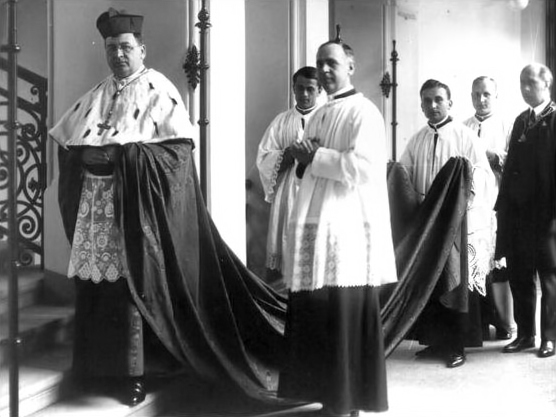
Aartsbisschop Serédi (1884-1945)

Aartsbisschop is een hoge functie in de Rooms-Katholieke Kerk, de Oud-Katholieke Kerk, de Anglicaanse Kerk en in sommige Evangelisch-Lutherse Kerken. In de hiërarchie van kerken met apostolische successie is het een bisschop die aan het hoofd staat van een aartsbisdom. Dit aartsbisdom is veelal het belangrijkste bisdom in een kerkprovincie, gevormd door een aantal bisdommen. De aartsbisschop is dan tevens metropoliet van deze kerkprovincie.
Een aartsbisschop kan echter ook bisschop zijn van een aartsbisdom dat geen suffragane bisdommen heeft. Deze aartsbisschop is dan geen metropoliet.
Ook kan iemand benoemd worden tot aartsbisschop als eretitel, wanneer hij werkzaam is in de Romeinse Curie of in de diplomatieke dienst van de Heilige Stoel. Hij is dan titulair aartsbisschop van een aartsbisdom dat niet of niet meer als een actief bisdom bestaat.
In de Rooms-Katholieke Kerk wordt een aartsbisschop, net zoals alle andere bisschoppen, benoemd door de paus. In de Oud-Katholieke Kerk vindt de benoeming van een (aarts)bisschop plaats na een verkiezing. Kiesgerechtigden zijn de geestelijkheid en (ook weer gekozen) vertegenwoordigers van de gelovigen.

## Aartsbisschoppenad personam
De rang van aartsbisschop wordt toegekend aan sommige bisschoppen die geen ordinarius van een aartsbisdom zijn. Zij bekleden de rang niet vanwege de zetel waaraan zij leiding geven, maar omdat deze hun persoonlijk is toegekend (ad personam).  Een voorbeeld is Gianfranco Gardin, die op 21 december 2009 werd benoemd tot aartsbisschop van Treviso.